# Montigny-sous-Marle
Montigny-sous-Marle település Franciaországban, Aisne megyében. Lakosainak száma 70 fő (2022. január 1.). Montigny-sous-Marle Autremencourt, Cilly, Marle, La Neuville-Bosmont, Rogny és Thiernu községekkel határos.

## Népesség
A település népességének változása:
| Lakosok száma | 135  | 99   | 77   | 69   | 62   | 58   | 63   | 67   | 69   | 70   |
|               | 1968 | 1982 | 1990 | 2006 | 2013 | 2015 | 2017 | 2019 | 2020 | 2022 |